# Hesdigneul-lès-Boulogne
Hesdigneul-lès-Boulogne is een gemeente in het Franse departement Pas-de-Calais (regio Hauts-de-France) en telt 579 inwoners (1999). De plaats maakt deel uit van het arrondissement Boulogne-sur-Mer.

## Geografie
De oppervlakte van Hesdigneul-lès-Boulogne bedraagt 3,3 km², de bevolkingsdichtheid is 175,5 inwoners per km².

## Verkeer en vervoer
In de gemeente ligt spoorwegstation Hesdigneul.
De onderstaande kaart toont de ligging van Hesdigneul-lès-Boulogne met de belangrijkste infrastructuur en aangrenzende gemeenten.

## Demografie
Onderstaande figuur toont het verloop van het inwonertal (bron: INSEE-tellingen).